# Amt Wolfhagen
Das Amt Wolfhagen war ein vom 14. Jahrhundert bis 1821 bestehender Verwaltungs- und Gerichtsbezirk der Landgrafschaft Hessen-Kassel und des Kurfürstentums Hessen.

## Geschichte
Die Landgrafen von Thüringen strebten im 13. Jahrhundert eine Erweiterung und Arrondierung ihres Territoriums Richtung Süden an. Hauptgegner waren dabei die Erzbischöfe von Mainz. Zur Sicherung der Macht im Diemeltal wurde daher die Stadt Wolfhagen gegründet. Die Einwohnerschaft stammte aus den umliegenden unbefestigten Orten, die dann zum größten Teil wüst fielen. Mit dem Bau der befestigten Stadt und Burg Wolfhagen wurde frühestens 1200 und spätestens 1226 begonnen. 1231 erwähnt Landgraf Konrad eine Hofstätte „in nostro oppido Wolfhain“, das erste schriftliche Dokument der Existenz der Stadt.
Im 14. Jahrhundert bildete sich im Rahmen der Territorialisierung eine Amtsstruktur in Wolfhagen. 1317 wird erstmals ein officialis, also ein Amtmann in Wolfhagen urkundlich erwähnt. Der Umfang des Amtes ist urkundlich schlecht überliefert. Zum einen wurde das Amt lediglich einmal verpfändet und zum anderen nennen die wenigen Quellen lediglich die Namen von Wüstungen. Urkunden von 1293 und 1313 nennen die Wüstungen Langel und Herksen, eine Urkunde von 1334 nennt Holzkirche, Obernothfelden und Hildegersen als landgräflich. 1401 kommt weiterer Besitz in Altenhasungen und den Wüstungen Gasterfeld und Langel dazu. Die ersten Amtsrechnungen aus dem 15. Jahrhundert nennen Renlewessen, Langel, Gasterfeld, Herksen, Zabenhausen, Hildegassen und Bodinghusen (alles Wüstungen). 1458 bestand das Amt aus Ehringen, Gasterfeld, Nothfelden, Istha, Hasungen und Viesebeck. Bis auf die Wüstung Gasterfeld, die in späteren Quellen nicht mehr erscheint, hatte das Amt damit seinen endgültigen Umfang erhalten.
Das Amt und Freigericht Freienhagen (siehe Burg Freienhagen) war seit etwa 1360 ein Kondominium zwischen Hessen und Mainz. Später fiel das Amt ganz an Hessen. Der hessische Freigraf des Freigericht Freienhagen war dem Amtmann in Wolfhagen nachgeordnet. Im 15. Jahrhundert ging die Oberhoheit Hessens über Freienhagen an die Grafen von Waldeck verloren.
1806 wurde im Rahmen der Bildung des Rheinbundes die Landgrafschaft Hessen-Kassel aufgelöst und das Amtsgebiet fiel an das Königreich Westphalen. Dort entstand der Kanton Wolfhagen. Nach dem Ende des Königreichs Westphalen wurde das Kurfürstentum Hessen wieder geschaffen und das Amt Wolfhagen entstand neu. 1821/22 wurde in Kurhessen die Trennung der Rechtsprechung von der Verwaltung eingeführt. Die Verwaltungsaufgaben gingen an den Kreis Wolfhagen, die Rechtsprechung an das Justizamt Wolfhagen. Das Amt selbst wurde aufgelöst.

## Persönlichkeiten
- Hieronymus Köhler (ab 1750 Rentmeister, ab 1773 Amtmann)